# Loxozona
Loxozona är ett släkte av fjärilar. Loxozona ingår i familjen björnspinnare.
Kladogram enligt Catalogue of Life:
| Loxozona | \| \| Loxozona lanceolata \| \| \| \| \| \| Loxozona nitens \| \| \| \| |
|          | \| \| Loxozona lanceolata \| \| \| \| \| \| Loxozona nitens \| \| \| \| |
|          | Loxozona lanceolata                                                     |
|          |                                                                         |
|          | Loxozona nitens                                                         |
|          |                                                                         |